# Amoralità
Amoralità è un termine che in filosofia esprime non l'opposto della moralità (vale a dire immoralità), bensì l'indifferenza, voluta o inconsciamente fondata, riguardo a quel complesso di regole e di norme che guidano la condotta degli uomini nelle varie epoche storiche e nelle diverse società.
L'amoralità quindi si configura in tutte quelle azioni, che non possono essere ricondotte sotto i principi universali di bene e male, nelle quali si constata l'assenza di ogni norma morale o l'impossibilità di adottarla come criterio di valutazione.

## L'amoralità naturale
La concezione naturalistica dell'uomo che si affermò nel mondo moderno rinascimentale comportò con l'autonomia dei vari saperi la perdita di quella gerarchizzazione della vita spirituale, tipica del mondo classico e medioevale, sulla quale si fondava l'unità del sapere. La specializzazione delle scienze, e la conseguente frantumazione del sapere, comportò che le diverse attività spirituali fossero giudicate in base a criteri che erano a loro intrinseci.
In base a questi principi Machiavelli teorizzò l'autonomia della politica, intesa come una scienza naturale, indifferente ad ogni riferimento morale o religioso e tesa esclusivamente al conseguimento del potere. Alla virtus cristiana del sovrano medioevale, che governava per grazia di Dio e che a Lui doveva rispondere per la sua azione politica che doveva esser diretta anche a difendere i buoni e a proteggere i deboli dalla malvagità, Machiavelli contrappose l'amoralità del Principe. Nessuna considerazione morale né religiosa dovrà inficiare la sua azione spregiudicata e forte che valendosi della sua aretè metterà ordine là dov'è il caos della politica italiana del '500.
Una visione naturalistica che si ritrova nell'Emilio dove Rousseau sostiene l'esistenza di una «amoralità naturale» rispettando la quale sia possibile educare l'uomo ad avere consapevolezza delle sue istintive e spontanee attitudini sulle quali conformare le virtù civili: prima tra tutte quella dell'eguaglianza.
Anche Croce nei suoi quattro gradi della vita dello Spirito considera la politica come un'attività da inserire nell'ambito dell'economia e del tutto distinta e precedente la morale («anteriorità della politica alla morale»). Il politico, infatti, agisce esclusivamente con la forza in vista del conseguimento dell'utile particolare per lo Stato prescindendo dalla morale che al buon risultato dell'azione collega il fine universale.

## Amoralismo
Un significato diverso si ritrova nella dottrina filosofica dell'amoralismo, che si rifà all'amoralità, ma auspica l'ignoranza della morale e rifiuta la morale corrente sostenendo che l'etica non abbia un fondamento reale e che quindi vada esclusa, ad esempio, nella scienza.
Bergson ha notato come coloro che erano stati giudicati dalla società in cui agivano come criminali perché, ad esempio, credevano in divinità diverse da quelle protettrici della "polis" (come Socrate) o che contestavano il potere politico esistente (come Cristo), siano stati valutati in seguito come grandi moralisti. Da qui la distinzione tra un «amoralismo sociale» che è la contrapposizione alla morale corrente e un «amoralismo assoluto» che è «l'assenza di ogni senso dei valori umani in generale».
Nell'ambito di ambedue i significati citati di amoralismo s'inserisce il pensiero di Nietzsche che giudica la morale come espressione di quello spirito apollineo che pretende di ingabbiare la vita dell'uomo in un complesso di regole sociali che mortificano i suoi più autentici valori vitali, ispirati dallo spirito dionisiaco, tali da farlo agire «al di là del bene e del male».
Il pensiero filosofico connesso al materialismo ha talora riportato la moralità nell'ambito di quelle sovrastrutture ideologiche che secondo Marx costituiscono l'apparato di ipocriti valori ed idee con cui la classe dominante nasconde i suoi interessi di prevalenza sociale e politica. Un vero amoralismo "sociale" consente invece al proletariato di rendersi conto come la lotta di classe, basata su reali motivazioni storiche ed economiche, sia l'unico fattore progressivo della storia.